# ألبرت دبليو. جيلكريست
ألبرت دبليو. جيلكريست (بالإنجليزية: Albert W. Gilchrist) هو سياسي أمريكي، ولد في 15 يناير 1858 في كارولاينا الجنوبية في الولايات المتحدة، وتوفي في 15 مايو 1926 في نيويورك في الولايات المتحدة. حزبياً، نشط في الحزب الديمقراطي. وقد انتخب حاكم ولاية فلوريدا ‏ (5 يناير 1909 – 7 يناير 1913) وانتخب عضو مجلس نواب فلوريدا.